# ラ・マラゲータ闘牛場
ラ・マラゲータ闘牛場（Plaza de toros de La Malagueta）は、スペイン・アンダルシア州マラガ県マラガにある闘牛場。スペインにおける闘牛場の格付けは第一級。1876年に開場した。9,032人を収容する。

## 歴史
1876年に開場し、バルセロナのモヌメンタル闘牛場やサラゴサのサラゴサ闘牛場と同様にネオムデハル様式が用いられている。1981年2月11日にはスペインの重要文化財(BIC)に指定された。2010年には改修工事が行われ、収容人数が9,032人に削減された。